# فرودگاه کورونل آلفردو مندیویل دوارته
فرودگاه کورونل آلفردو مندیویل دوارته (به انگلیسی: Coronel FAP Alfredo Mendívil Duarte Airport) یک فرودگاه همگانی با کد یاتا AYP است که یک باند فرود آسفالت دارد و طول باند آن ۲۸۰۰ متر است. این فرودگاه در کشور پرو قرار دارد و در ارتفاع ۲۷۱۸ متری از سطح دریا واقع شده‌است.